# Stina Rautelin
Stina Rautelin (Helsinki, 25 de octubre de 1963- Estocolmo, 26 de abril de 2023) fue una actriz y directora finlandesa, que trabajaba en Suecia. 

## Biografía
Educada en Nueva York. Hablaba sueco y finlandés. En Helsinki trabajó en el Teatro Sueco y en el Teatro Mars.
Fue conocida por su papel de Lena Klingström en las películas sobre Martín Beck.
En Estocolmo, interpretó un papel en Dramaten en 1996, participó como actriz y directora en el Teatro de la Ciudad de Estocolmo.
Stina Rautelin falleció el 26 de abril de 2023 a los 59 años, en Estocolmo.

## Filmografía
| - 1972, Bergströms (serie) - 1985, Raymond Karppisen kaipuu - 1985, En våldtäktshistoria - 1985, Häng dej, pojkfan - 1985, Harjunpää och antastaren (serie) - 1986, Päätepysäkki - 1986, På liv och död - 1991, Caprice Classic - 1992, Fem skott i senaten - 1994, Vääpeli Körmy Taisteluni - 1995, Radioskugga (serie) - 1995, Mannen utan ansikte - 1997, Radioskugga (serie) - 1997, Beck Mannen med ikonerna - 1997, Beck Pensionat Pärlan - 1997, Beck Lockpojken - 1998–2000, Rederiet (serie) - 1998, Beck Spår i mörker - 1998, Beck The Money Man - 1998, Beck Monstret - 1998, Beck Öga för öga - 1998, Beck Vita nätter | - 1999, Tomten är far till alla barnen - 2001, Agnes (serie) - 2001, Reuter & Skoog (serie) - 2005, Kommissionen (serie) - 2006, Beck Flickan i jordkällaren - 2006, Beck Advokaten - 2006, Tjocktjuven - 2007, Beck I Guds namn - 2007, Beck Det tysta skriket - 2007, Beck Den japanska shungamålningen - 2007, Beck Den svaga länken - 2007, Beck Gamen - 2007, Isprinsessan - 2007, Predikanten - 2009, Beck – Levande begravd - 2009, Livet i Fagervik (serie) - 2010, Solsidan (serie) - 2010, Molly Monster - 2013, Barna Hedenhös uppfinner julen (serie) - 2017, Fallet (serie) - 2017, Syrror (serie) |